# 10 d'Alaquàs
Les 10 d'Alaquàs (en catalan : els 10 [deu] d'Alaquàs ; en espagnol : los 10 [diez] de Alacuàs) sont un groupe de dix militants antifranquistes valenciens connus pour avoir été détenus par la police politique de la dictature lors d'une réunion en défense de la démocratie et de l'autonomie politique régionale le 24 juin 1975 dans la ville d'Alaquàs, près de Valence.
Libérés après trois jours contre le versement d'une importante caution, ils sont poursuivis pour « association illicite » puis bénéficient d'une grâce au mois de novembre suivant, quelques jours après la mort du général Franco.
Au moment de leur détention, ils reçoivent le soutien de nombreux intellectuels et le retentissement de l'évènement en fait un épisode marquant de la transition démocratique au Pays valencien (actuelle Communauté valencienne).

## Contexte

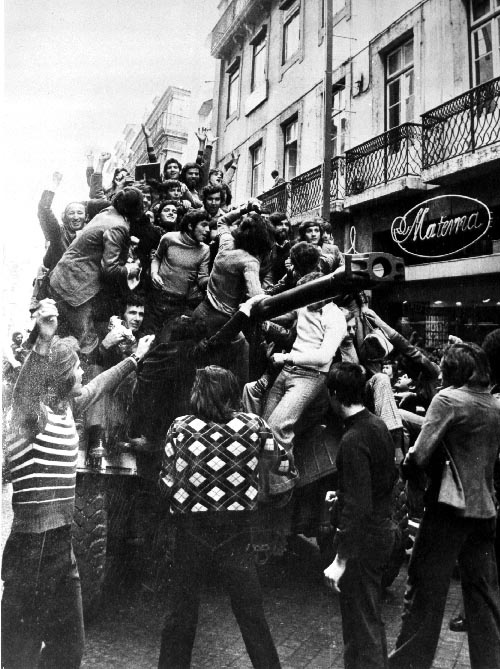
Célébration de la Révolution des Œillets à Lisbonne (avril 1974).

L'épisode des 10 d'Alaquàs a lieu dans un contexte de crise finale de la dictature franquiste, également marqué par les évènements récents de la révolution des Œillets (en avril 1974) au Portugal voisin, qui a mis à bas la dictature de Salazar, suivie du démantèlement de sa police politique, la Polícia internacional e de defesa do estado, dont certains membres sont identifiés et mis en cause par le nouveau régime démocratique. L'idée que certains des opposants au régime seront peut-être ceux qui gouverneront bientôt pèse sur l'ensemble des évènements d'Alaquàs et influence certains représentants des forces de l'ordre et des autorités judiciaires.
Les « 10 d'Alaquàs » sont issus de la Taula Democràtica del País Valencià (es) (« Table démocratique du Pays valencien »), organisme unitaire formé en 1973 regroupant des partis clandestins issus de différentes tendances politiques de l'opposition au franquisme dans la région,.
La revendication fondamentale de la Taula est la reconnaissance du Pays valencien comme une « nationalité historique » lors du processus de changement démocratique de régime pressenti comme inéluctable et imminent dans les rangs de l'opposition à la dictature,,,,,, c'est-à-dire que la région soit d'emblée placée sur un pied d'égalité avec la Catalogne, le Pays basque et la Galice,, les seules à qui avait été concédé un statut d'autonomie au cours de la Seconde République.
Il s'agit, pour les principales organisation de l'opposition valencienne au régime à l'exception du Parti communiste, de contrer la décision prise en mars 1975 par la Junta Democrática de España (dominée par le PCE), réunie à Paris, d'exclure le Pays valencien des revendications prioritaires sur l'autonomie régionale, décision qui motive leur refus de participer à la Junta,,,,.

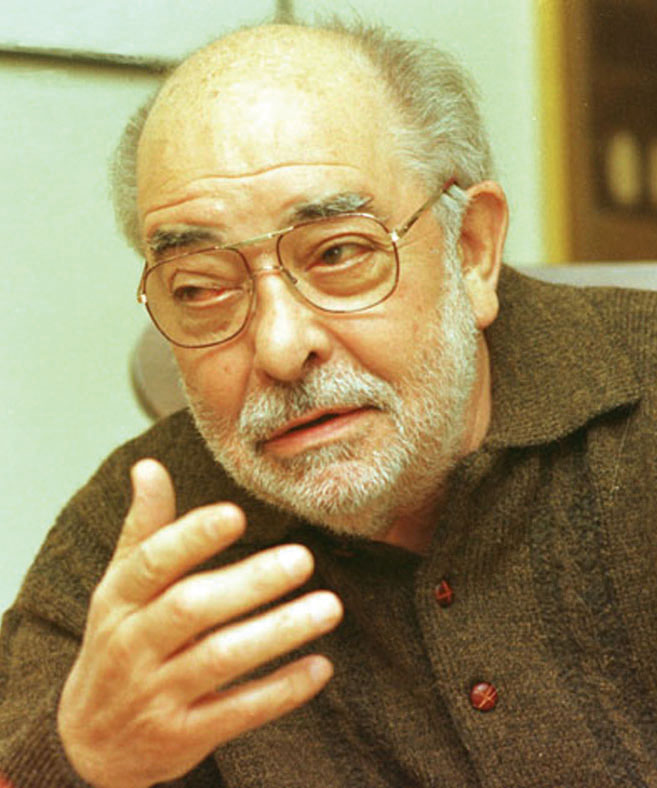
Vicent Ventura.

Sous l'impulsion de Vicent Ventura, alors leader du PSPV et l'une des figures les plus influentes de la démocratie chrétienne valencienne, des participants à la Taula entreprennent de travailler à la fondation d'un Consell Democràtic del País Valencià (es) (« Conseil démocratique du Pays valencien », en sigle CDPV), c'est-à-dire une plateforme strictement valencienne — indépendante, dans la mesure du possible, des initiatives pilotées par le PCE, hégémonique dans l'opposition au franquisme au niveau national — qui se chargerait de rédiger un statut d'autonomie et mettrait en avant la volonté des organisations qu'ils représentent d'accorder une importance fondamentale à la question de l'autonomie valencienne,,,,.
L'objectif du Consell serait de parvenir à un accord sur une série de revendications réalistes et consensuelles auprès d'organisations politiques de sensibilités variées : dans son programme, le CDPV réclamerait le rétablissement des libertés fondamentales, l'amnistie politique et la restauration de la Généralité valencienne à travers l'instauration d'un gouvernement régional provisoire,. Au début de la transition, « Liberté, amnistie, statut d'autonomie » deviendra le principal slogan des manifestations antifranquistes dans la région,.

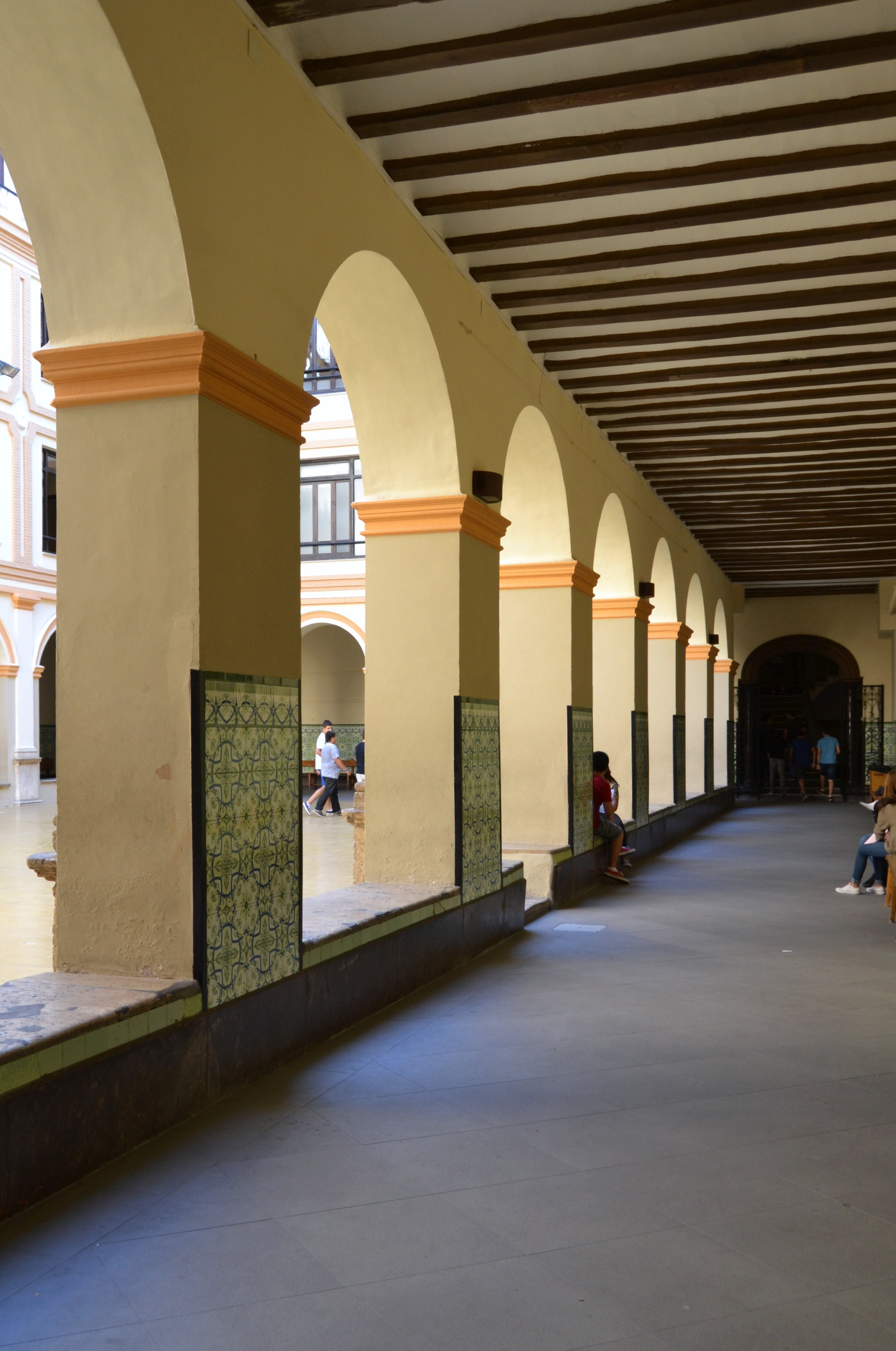
Galerie du cloître des Escuelas Pías PP. Escolapios, situé rue Carniceros à Valence, où a lieu la première réunion des membres de la Taula.

Une première réunion a lieu début juin au Colegio de las Escuelas Pías PP. Escolapios situé rue Carnissers, dans le district de Ciutat Vella, dans le centre historique de la capitale valencienne, tenu par des religieux connus pour leurs affinités avec les revendications démocratiques et des droits linguistiques,,. La deuxième réunion a lieu dans un bureau occupé par Vicent Ventura au cabinet Sigma, — plateforme consacrée aux études économiques fondée par des militants de gauche valencianistes —.
Il apparaît qu'une troisième réunion sera nécessaire pour finaliser la déclaration fondationnelle du Consell. Les représentants de l'UDPV (de sensibilité démocrate chrétienne, de centre droit) à la Taula, Ernest Sena i Calabuig, Vicent Miquel i Diego et Joaquim Maldonado (es), s'étant présentés en retard, ils ne sont pas conviés à la réunion suivante, au cours de laquelle l'arrestation a lieu,,,.

## Réunion et arrestation

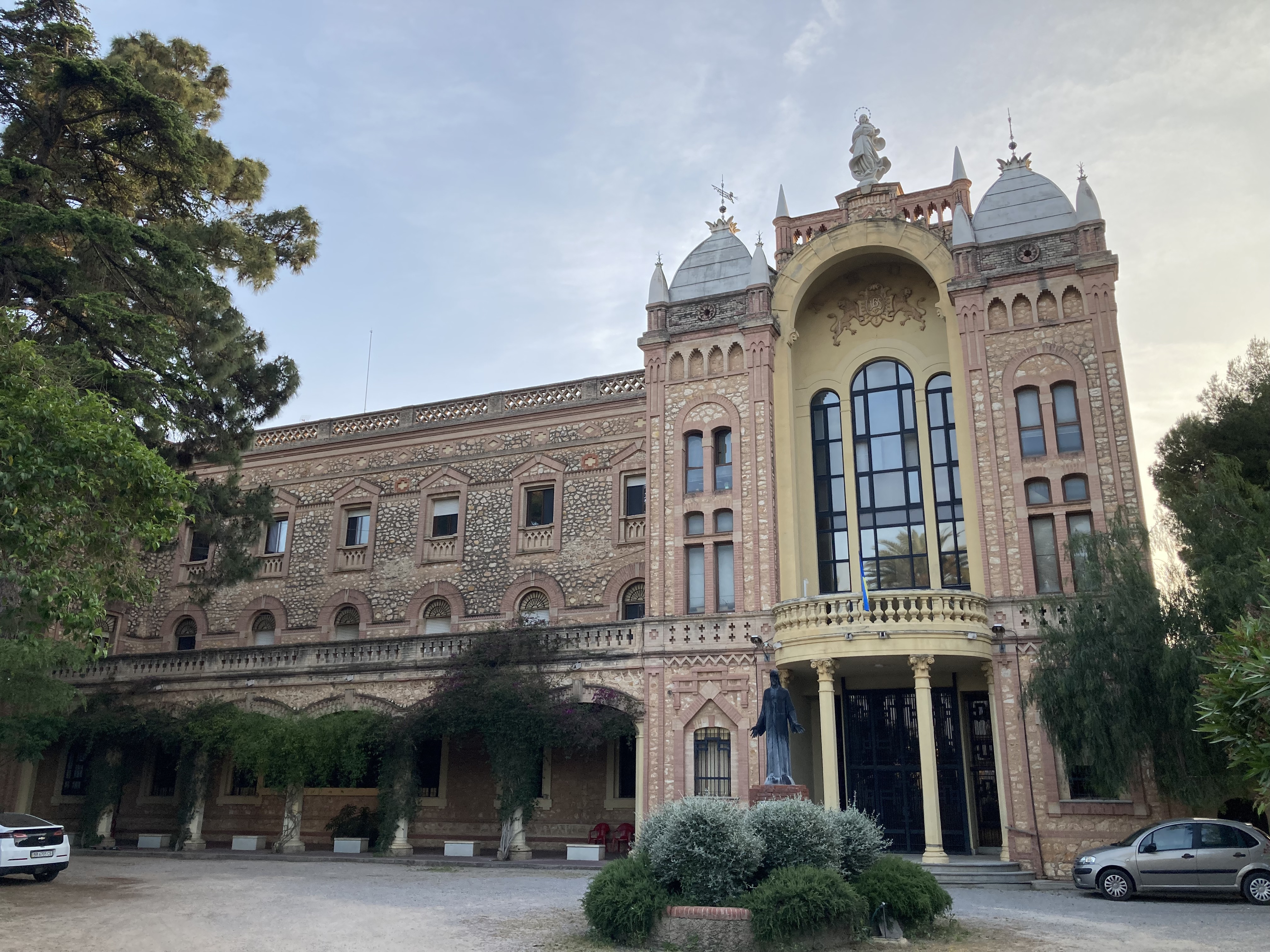
Façade de la la Maison d'exercices spirituels de l'Immaculée Conception de l'ordre des Sœurs de la charité de sainte Anne d'Alaquàs, où a eu lieu l'arrestation le 24/6/1975.

Sur proposition de Josep Guia, le lieu choisi est un couvent situé à Alaquàs, près de Valence : la Maison d'exercices spirituels de l'Immaculée Conception de l'ordre des Sœurs de la charité de sainte Anne,,,,,,.
Les militants suivent scrupuleusement les mesures de précaution habituelle des antifranquistes dans leurs préparatifs : ignorant le lieu de rendez-vous final, ils partent chacun d'un endroit différent et finissent par arriver à l'endroit connu grâce à une série de mots de passe.
Néanmoins, l'un des participants — probablement Laura Pastor — fait depuis plusieurs jours l'objet d'une filature routinière de la part de la police franquiste, qui prend ainsi fortuitement connaissance de la réunion,,,. Les participants avaient anticipé cette possibilité et prévu de donner une même version, concordant en apparence avec les postulats religieux de la dictature, en cas d'intervention policière : l'objet de la réunion est un échange autour d'une table ronde à laquelle plusieurs d'entre eux avaient participé et qui avait fait l'objet d'un article paru dans la revue Oriflama (ca),, publiée par le diocèse de Vic.
Ils se retrouvent au couvent le 24 juin 1975, jour de la Saint-Jean, où ils se présentent vers 17 h en prétendant souhaiter pratiquer ensemble des exercices de convivencia (« cohabitation ») pendant le reste de la journée, les sœurs tenant le lieu étant elles aussi connues pour leur tolérance envers les militants démocrates, à la condition qu'ils montrent une acceptabilité de façade aux yeux du régime en donnant ce même prétexte,,,,.
Lors de la réunion, les échanges concernent la restauration de la démocratie et des libertés fondamentales, et l'instauration une autonomie politique régionale, les participants allant jusqu'à évoquer le projet de constituer un gouvernement régional provisoire sous le nom de Consell de la Generalitat, (« Conseil de la Généralité »).
Après à peine une heure et demie de réunion, alors que les militants, installés dans une grande pièce qu'une religieuse leur a attribuée, travaillent sur le document fondationnel du CDPV, une douzaine de membres de la Brigada Político-Social (la police politique de la dictature), dont un habillé en civil et armé d'un pistolet, font bruyamment irruption en poussant des cris, notamment «¡Quietos ! !Las manos encima de la mesa!» (« Silence ! Les mains sur la table ! »), et procèdent à l'arrestation des 10 personnes présentes,,,,. Les militants ont le temps de se débarrasser de certains documents, en les jetant puis en les mélangeant désordonnément sur la table, pour tenter de rendre plus difficile le travail d'enquête ultérieur,. Cela n'empêchera pas les membres de la police politique d'établir précisément la finalité de la réunion, comme le montrent les informations paraissant dans la presse dans les heures suivant l'interpellation.
Les 10 détenus sont,,, :

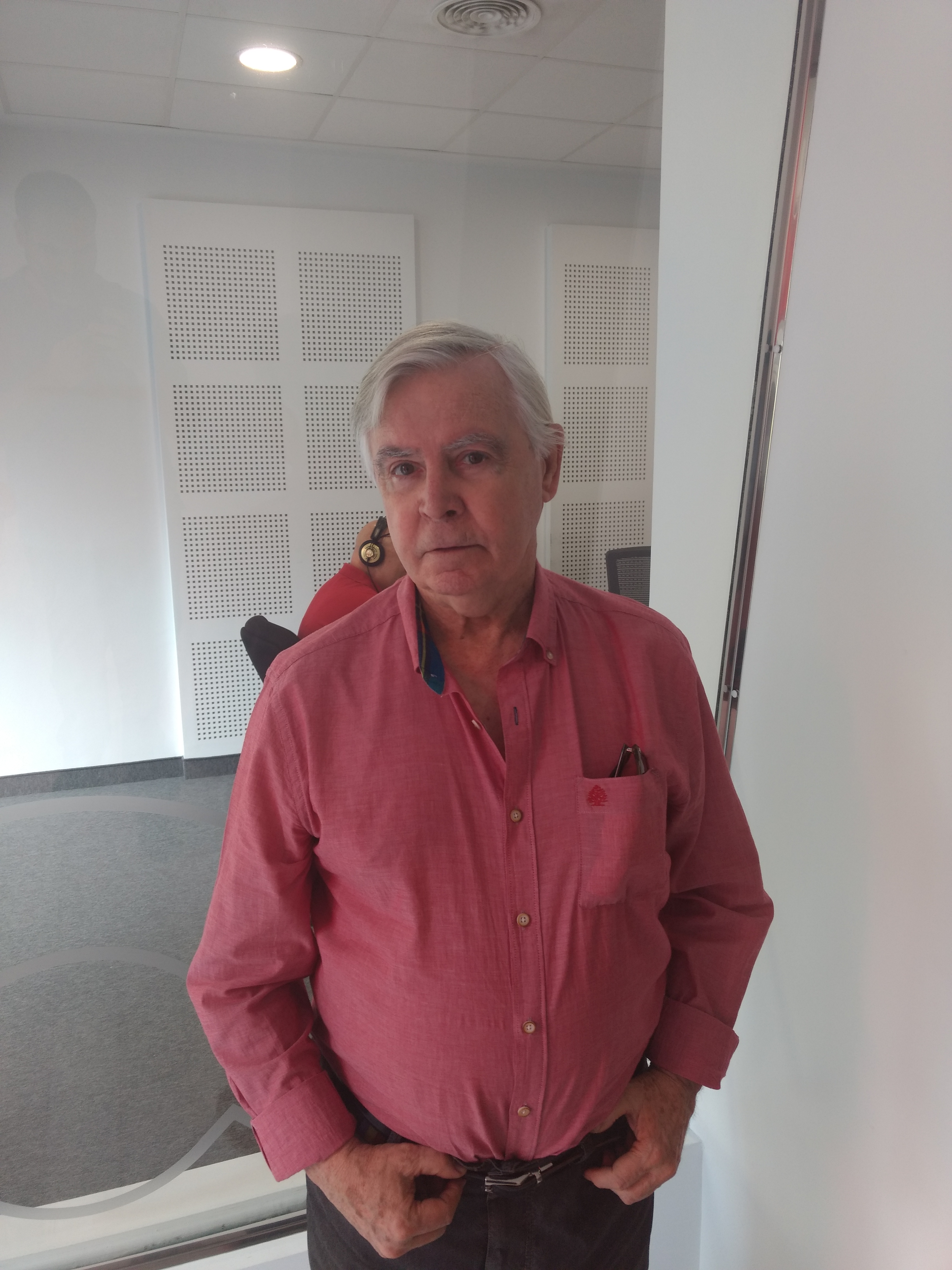
Juan José Pérez Benlloch, l'un des « 10 d'Alaquàs », ici en 2016.

- Laura Pastor, professeure d'histoire dans l'enseignement privé secondaire, représentante de la branche valencienne du Parti carliste et seule femme des « 10 d'Alaquàs »[14],[15],[28],[29],[9] ;
- Joan Josep Pérez Benlloch, journaliste et militant du PSPV[14],[15],[12],[30] ;
- Vicent Soler, économiste, professeur à l'université de Valence, représentant le groupe Socialistes Valencians Independents (SVI)[14],[31], futur député au Parlement valencien et conseiller de la Généralité valencienne[15],[10],[30] ;
- Francesc Xavier Navarro Arnal, professeur d'économie, représentant de l'UCE[14],[6],[15] ;
- Josep Corell Martí, ouvrier tourneur, représentant de l'USO à la Taula[14],[15],[30], par ailleurs impliqué dans la direction des organisations chrétiennes HOAC et JOC[32] ;
- Ernest Lluch, économiste, militant des SVI, professeur à l'université de Valence, futur ministre[14],[5],[15],[3],[30] ;
- Carles Dolç, architecte[14],[3], représentant la branche valencienne du Mouvement communiste d'Espagne (es)[30] ;
- Francesc Candela, avocat, militant du PSAN, parti catalaniste et indépendantiste radical, futur conseiller municipal de Gandia[14],[15],[30] ;
- Josep Guia, professeur de mathématiques à l'université de Valence et militant du PSAN[14],[15],[3],[30] ;
- Carles Martínez Llaneza, étudiant en économie, appartenant à l'opposition de gauche au PCE[15],[12],[30],[9],[17].

Ils reflètent un spectre idéologique varié : trois socialistes, deux nationalistes radicaux, trois communistes « hétérodoxes », une carliste progressiste et un représentant syndical de tendance démocrate-chrétienne,.
À l'exception de Pérez Benlloch, tous sont issus de groupes ayant une base militante extrêmement réduite, même compte tenu des difficiles conditions de l'opposition au régime, contrainte à la clandestinité.
Ils sont insultés et conduits à la sortie du couvent, où plusieurs fourgonnettes entourées de policiers armés de mitraillettes les attendent. La zone est bouclée mais, le couvent se trouvant à l'écart, l'intervention passe inaperçue à Alaquàs. N'ayant pas été fouillés, dans le fourgon qui les conduit à la préfecture supérieure de Police, située sur la Gran Vía Fernando el Católico, les détenus entreprennent péniblement de faire disparaître en les ingérant les documents encore dans leur détention et contenant des informations compromettantes, notamment le répertoire téléphonique de Martínez Llaneza et celui, volumineux , de Josep Guia, incluant les noms et coordonnées de nombreuses figures de l'antifranquisme valencien,,,,,. Guia rapporte qu'il distribuait à ses camarades les feuilles de son agenda « comme s'il s'agissait d'hosties pour communier,. » Soler se souvient qu'il finit sa « dernière bouchée » en passant les portes de la préfecture de Police.
Dans la voiture de Martínez Llaneza, les policiers trouvent plusieurs publications politiques clandestines : cinq exemplaires de Lluita, revue publiée par le PSPV, et un d'Avui SIC, éditée par des nationalistes catalans,.

## Détention, soutiens et suites judiciaires

### Interrogatoire

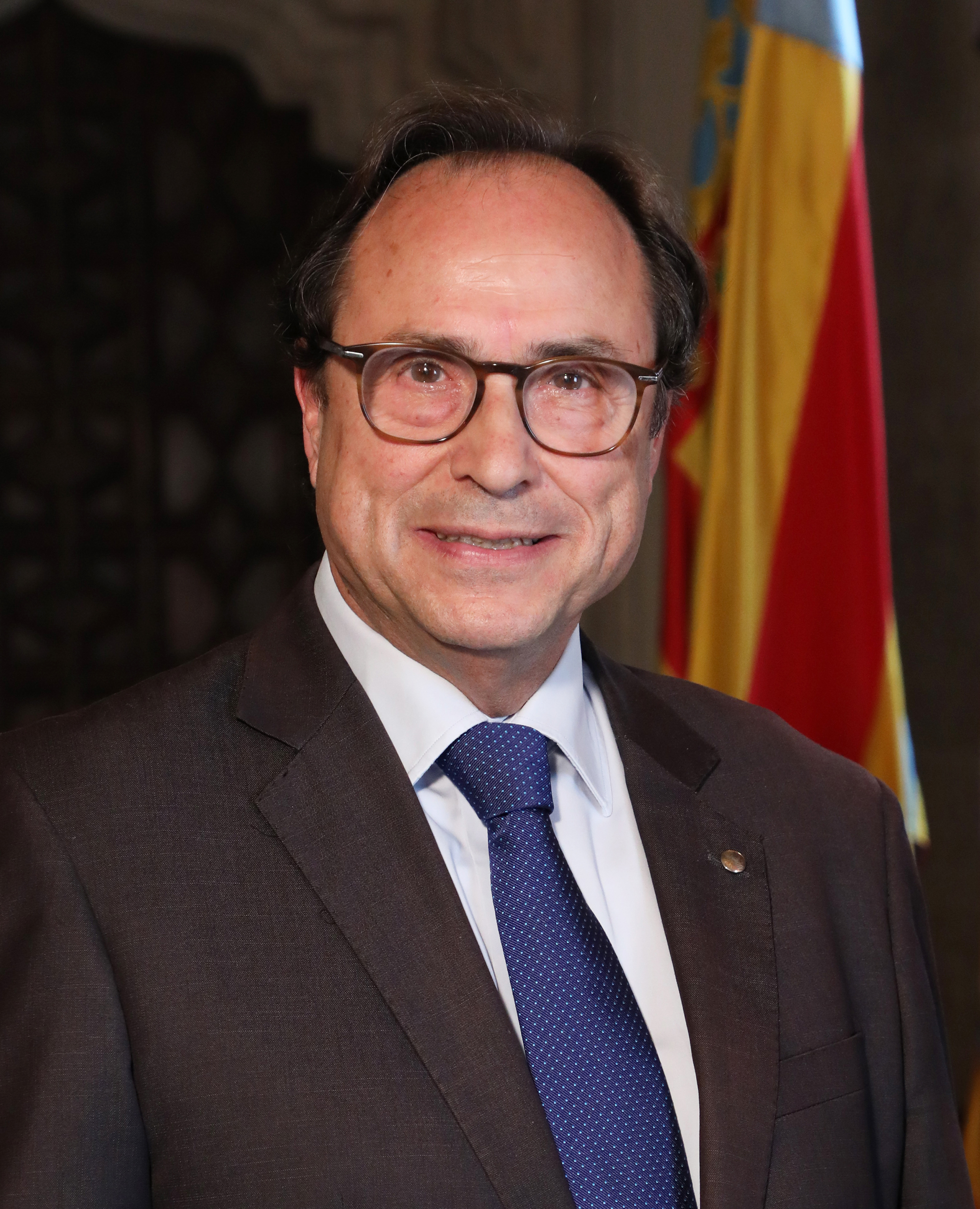
Vicent Soler, l'un des « 10 d'Alaquàs », ici en juin 2019, alors qu'il est conseiller au Budget de la Généralité valencienne.

Après avoir fait les photographies d'usage, les « 10 d'Alaquàs » sont conduits dans des cellules situées en sous-sol.
Au cours de leur interrogatoire, les détenus sont soumis à des tortures psychologiques, mais pas brutalisés physiquement,,. Certains choisissent de payer pour avoir une meilleure nourriture que celle, mauvaise, qui leur est servie.
Pérez Benlloch rapporte que, après avoir appris qu'il était journaliste, un policier lui demande de rédiger lui-même la déclaration, en le menaçant de lui « éclater la machine [à écrire] sur la tête » s'il mentait.
Soler est enfermé en cellule avec un délinquant de droit commun,. Lluch est placé dans la même cellule que Dolç le premier soir, puis avec Corell Martí.
Les interrogatoires sont menés très tôt le matin, alors que les détenus sont affaiblis psychologiquement par le sommeil, à partir du jour suivant l'interpellation,. Les policiers assènent aux détenus une série de questions, ils veulent en particulier connaître l'objet de la réunion et leur leader, à quoi ils répondent ce qu'ils avaient convenu : ils débattaient au sujet de l'interview collective d’Oriflama,.

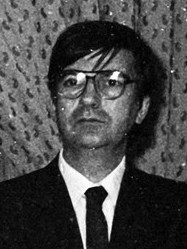
Ernest Lluch, l'un des « 10 d'Alaquàs », ici en 1986, alors qu'il est ministre de la Santé du gouvernement espagnol.

Lluch est interrogé pendant plus de neuf heures consécutives. Les policiers essaient de le mettre sous pression en insinuant les conséquences que l'incident pourrait avoir sur sa famille, en faisant allusion aux emplois du temps scolaires de ses filles. Les enquêteurs semblent avancer vers la conclusion que Lluch serait le leader du groupe interpelé, ce qui l'expose à une peine de 6 à 20 ans de prison et est inexact. Ils lancent de fausses accusations croisées afin d'essayer d'obtenir des aveux, mais les détenus ne font pas de révélations et parviennent à épuiser le délai légal de rétention en donnant d'autres justifications évasives à leur rencontre.

### Soutiens
Vicent Ventura et Joaquim Maldonado (es) sollicitent du soutien à la cause des détenus auprès de la presse, d'universitaires, d'amis juristes et de militants démocrates conservateurs. Des soutiens émergent de la part de figures intellectuelles de premier plan, d'initiatives citoyennes, d'autres militants politiques (notamment la Junta Democrática) ou de collectifs professionnels,,,,,,.
Selon Josep Guia, parmi les premières personnes s'étant manifestées pour demander la libération des 10 détenus figure Lorenzo Ferrer Figueras, mathématicien, professeur de mécanique théorique à l'université de Valence et premier doyen de la faculté de sciences,. Manuel Broseta, influent et réputé professeur de droit à l'université de Valence, président de la Junta Democràtica del País Valencià (JDPV), branche valencienne de la Junta Democrática de España, intervient dans Las Provincias en défense des détenus,,. L'avocat Emilio Attard, personnalité de la droite régionale proche de certains cercles du pouvoir de la dictature, se mobilise également. D'autres figures importantes de la future transition politique valencienne interviennent, comme José Antonio Perelló (ca), Joaquín Muñoz Peirats, Francesc de Paula Burguera et Vicent Ruiz Monrabal. Le lendemain de l'arrestation, Las Provincias souligne dans un article le professionnalisme de Josep Guia qui, en dépit de sa détention, fait parvenir toutes les consignes nécessaires pour qu'un examen qu'il doit diriger puisse se dérouler sans encombre et que ses étudiants n'en soient pas pénalisés. Au fil des heures, les détenus sont traités avec davantage de mansuétude, signe que la mobilisation à l'extérieur porte ses fruits et incite le régime à faire preuve de prudence pour éviter une explosion sociale. Pérez Benlloch souligne : « La communauté politique s'est mise sur le pied de guerre pour qu'il n'y ait pas de violence au commissariat et qu'on sache à Madrid que nous étions des gens respectables. » Des manifestations sont organisées pour demander leur libération. Le troisième jour, le doyen de la faculté d'Économie, où travaillent Soler et Lluch, se présente à la préfecture de police. Au cours de leur détention, ils reçoivent également la visite des doyens du Collège des avocats (es), du collège des docteurs et licenciés et de l'association de presse de Valence,,,,,,.
Finalement, l'après-midi du 27 juin, soit trois jours après leur arrestation — délai de rigueur dans de tels cas —, le juge, suivant les réquisitions de la police, les inculpe, les met à disposition de la justice et les détenus sont emmenés à l'Audience territoriale, où l'acte d'accusation leur reproche de s'être réunis pour constituer le Conseil démocratique du Pays valencien, « dénomination dans cette région levantine de la dénommée Junta Democrática » (ce qui est faux, le CDPV visant au contraire à exercer un contrepoids à la Junta dans la région afin de favoriser les revendications d'autonomie), ce qui relève de l'« association illicite » selon la législation en vigueur. Toutefois leur libération immédiate est autorisée contre le versement par Ventura d'une caution de 10 000 pesetas pour chacun d'eux (ce qui représente à l'époque une somme considérable, qu'il n'a pu rassembler qu'au prix d'un grand sacrifice personnel),,,,,,. L'argent a été récolté par Ventura et Maldonado à travers la succursale de la Banque industrielle de Catalogne (ca),.
Des articles de soutien apparaissent dans les presses française et allemande. La presse espagnole se fait ouvertement l'écho de la réunion et informe qu'elle visait « la constitution d'une plateforme unitaire ou de convergence démocratique, qui rassemble les différentes forces politiques contraires au régime légal en vigueur et qui agissent dans la région, échelon préalable à la formation, lorsque les circonstances [...] le permettront, d'un Gouvernement provisoire autonome du Pays valencien. » Selon Pérez Benlloch, il s'agit de la première fois que le sujet de l'autonomie valencienne est ainsi évoqué publiquement dans la presse.
Le 12 juillet suivant, le journal valencien Las Provincias publie une tribune de soutien aux détenus exigeant la reconnaissance des libertés publiques élémentaires. Les signataires sont 93 professeurs d'université, parmi lesquels Manuel Sánchez Ayuso, José María del Rivero Zardoya, Manuel Broseta, Amando de Miguel, Ferran Vicent Arche Domingo, Manuel Sanchis Guarner, Aurelio Martínez, Rafael Lluís Ninyoles, Josep Vicent Marqués, Damià Mollà (es), Víctor Fuentes Prósper, Josep Lluís Blasco, Alfons Cucó, Celia Amorós, Pedro Ruiz Torres (es), Juan Martín Queralt, Vicent Llombart (es), Emèrit Bono, Segundo Bru Parra (es), Clementina Ródenas et Carmen Alborch,.

En août 1975, l'affaire fait la une de la revue catalane nationaliste Canigó (es), qui surnomme les détenus « les 10 d'Alaquàs » (en catalan : els 10 d'Alaquàs), expression par laquelle ils passent à la postérité,. Dans le reportage très favorable qui leur est consacré, la revue expose leurs revendications politiques, mais elle est censurée et les exemplaires sont saisis par le juge au motif qu'il s'agit de propagande subversive et illégale, avant même de parvenir aux points de vente,. L'entête du reportage affirmait :

« Depuis le jour de la Saint Jean, l'actualité politique du Pays valencien a tourné autour des « 10 d'Alaquàs ». Pour la première fois, depuis la guerre, les Valenciens ont découvert leurs hommes politiques, s'y sont identifié et se sont solidarisés avec eux. Pour la première fois, depuis la guerre, la politique unitaire au Pays valencien se trouve ancrée aux nécessités et aspirations de notre peuple. »

En mesure de représailles, la revue est confisquée par le régime plusieurs mois plus tard et sa directrice, Isabel-Clara Simó (native de la localité valencienne d'Alcoy), renvoyée au motif d'une loi de mai 1976 régulant le droit de réunion et interdisant la publicité pour des rassemblements politiques n'ayant pas reçu d'autorisation officielle,.
Au cours des semaines qui suivent, l'épisode acquiert un écho international et devient un symbole de la lutte contre le franquisme et pour la démocratie,. La renommée acquise par les participants asseoit leur légitimité et fait des organisations qu'ils représentent des interlocuteurs nécessaires dans l'opposition démocrate au régime qui se structure au cours des mois qui suivent.

### Procès et grâce
Les « 10 d'Alaquàs » sont mis à la disposition du Tribunal d'ordre public (TOP), qui les poursuit le 3 juillet 1975 pour un délit d'« association illicite » (art. 172 du code pénal),,,,,, pour lequel ils encourent une peine de 6 mois à 6 ans de prison,. Ernest Lluch se voit confisquer son passeport.
Emilio Attard, qui jouera un rôle important en tant que membre d'UCD au début de la transition valencienne dans les mois qui suivront, est l'avocat de certains détenus et obtient de s'entretenir directement avec le chef supérieur de la Police,,.
Une peine de 3 ans de prison est requise à l'encontre de chacun des accusés,. À leur sortie du palais de Justice, ils sont acclamés par deux à trois-cents personnes venues leur apporter soutien,,. Ventura est également ovationné.
L'affaire est finalement classée sans suite au bénéfice d'une grâce accordée par le roi Juan Carlos le 25 novembre de la même année, 5 jours après la mort du général Franco, annonciatrice des réformes démocratiques à venir,,,.

## Impact, suites et postérité
Il s'agit de la première arrestation de militants valenciens par le régime franquiste au motif de revendications nationalistes. L'épisode constitue un jalon de la transition démocratique valencienne,, un symbole de la lutte antifranquiste et un référent collectif dans le processus d'accès à l'autogouvernement des Valenciens,,,. Selon Josep Guia (l'un des « 10 d'Alaquàs »), l'épisode constitue « la première revendication moderne de la Generalitat dans le contexte de la lutte antifranquiste. »
Parmi les agents de la Brigada Político-Social ayant participé à l'interpellation figure Benjamín Solsona, qui se trouvera être responsable de la sécurité lors d'une visite aux îles Baléares d'Ernest Lluch, l'un des 10 d'Alaquàs alors devenu ministre de la Santé. Au cours des années suivantes, Solsona accèdera au poste de chef supérieur de la Police nationale aux îles Baléares, une haute responsabilité, à l'exemple de nombreux autres membres de la police politique de la dictature.
L'épisode des « 10 d'Alaquàs » montre au grand jour la solidarité existant entre les élites intellectuelles et politiques dans la région, de tendances différentes mais fondamentalement démocrates. En mettant les détenus au centre de l'attention médiatique et du jeu politique, il favorise l'union des différentes forces de gauche, jusqu'alors très fragmentées, autour d'un projet valencianiste. En définitive, la répression franquiste produira l'effet inverse de celui escompté, en précipitant les initiatives de l'opposition : le Consell Democràtic del País Valencià (ca) est finalement constitué dès le mois d'août suivant, avec la participation de tous les détenus à Alaquàs le 24 juin,,,,. Au cours de l'année suivante, celui-ci s'unira à la JDPV pour former la Taula de Forces Polítiques i Sindicals del País Valencià (ca), qui représentera la région dans la Coordination démocratique, plateforme réunissant l'ensemble des forces politiques d'opposition au franquisme, et sera dissoute peu avant les élections générales de 1977, le premier scrutin démocratique depuis l'instauration de la dictature.

### Hommages
Fin juin 2011, trois des « 10 d'Alaquàs », Vicent Soler, Josep Guia et Carles Dolç, participent à un acte d'hommage organisé à l'IES Faustí Barberà de Valence dans le cadre d'un projet de cérémonies mémorielles,.

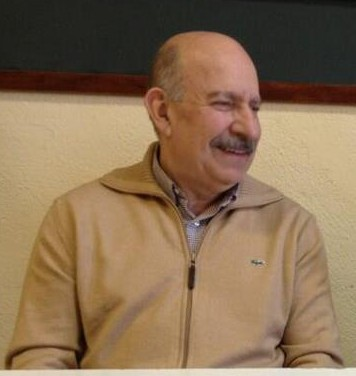
Josep Guia, l'un des « 10 d'Alaquàs », en 2013.

Plusieurs initiatives mémorielles sont prises en 2015, à l'occasion du 40e anniversaire de l'épisode.
Une réunion des « 10 d'Alaquàs », à l'exception de Lluch (assassiné par ETA en 2000) et Candela (décédé en 2012) est organisée par la Généralité valencienne lors d'une journée d'hommage en juin 2015,. À cette occasion, au sujet de l'anecdote sur son agenda, Josep Guia plaisante : « Je me souviens que les sœurs de la Maison d'exercices spirituels d'Alaquàs qui nous ont prêté le local car nous leur avons dit que nous célébrions une journée de cohabitation nous ont demandé si nous allions dîner. Au final nous avons dîné, mais mon répertoire téléphonique ».
Dans son discours d'investiture comme président de la Généralité valencienne, tout juste 40 ans après l'épisode, le socialiste Ximo Puig a rendu hommage aux « 10 d'Alaquàs », ce groupe de jeunes qui « avaient décidé de lutter pour la démocratie et l'autonomie, ».
Début juillet 2025, Rubén Molina, un dirigeant du PP provincial, défend l'aménagement d'un espace public d'hommage aux détenus à Alaquàs à proximité du couvent.
Le 9 octobre 2019, soit moins d'un mois après sa mort, Laura Pastor reçoit à titre posthume, de la main de la vice-présidente Mònica Oltra, la Haute Distinction de la Generalité valencienne, en tant qu'« exemple de la lutte démocratique et des droits du peuple valencien, ainsi que comme un référent dans la lutte pour l'autonomie et l'activisme féministe »,,,,.
Le PCPV-PSOE rend homage aux « 10 d'Alaquàs » lors de son quinzième congrès célébré au début de 2025, soit cinquante ans après les faits,.